# Чорний Олексій Клементійович
Олексій Клементійович Чорний (23 лютого 1921, місто Корюківка, тепер Чернігівської області — 2 вересня 2002, місто Москва, Росія) — радянський партійний і політичний діяч, голова Хабаровського крайвиконкому (1962—1970), 1-й секретар Хабаровського крайкому КПРС (1970-1988). Член ЦК КПРС в 1971—1989 р. Депутат Верховної Ради РРФСР 5-го скликання (1959—1963). Депутат Верховної Ради СРСР 6—11-го скликань (1962—1988). 

## Біографія
Народився в родині службовця.
У 1938 році, після закінчення середньої школи, поступив в Московський хіміко-технологічний інститут імені Менделєєва, звідки у 1941 році був переведений на спеціальний факультет Московського інституту хімічного машинобудування. У 1942 році закінчив із відзнакою Московський інститут хімічного машинобудування.
У 1942—1949 роках — майстер, технолог, начальник зміни, начальник цеху, начальник відділу технічного контролю, заступник директора військового заводу в селищі Ельбан (біля міста Комсомольск-на-Амурі) Хабаровського краю.
Член ВКП(б) з 1946 року.
У 1949—1950 роках — завідувач відділу районного комітету ВКП(б); завідувач відділу Комсомольського-на-Амурі міського комітету ВКП(б), у 1950—1954 роках — 2-й секретар Комсомольського-на-Амурі міського комітету ВКП(б) (КПРС) Хабаровського краю.
У 1954—1956 роках — 1-й секретар районного комітету КПРС району імені Лазо Хабаровського краю.
У 1956 — березні 1959 року — секретар, 2-й секретар Хабаровського крайового комітету КПРС.
10 березня 1959 — 13 травня 1962 року — 1-й секретар обласного комітету Єврейської автономної області Хабаровського краю.
4 травня 1962 — 23 липня 1970 року — голова виконавчого комітету Хабаровської крайової ради депутатів трудящих.
23 липня 1970 — 28 вересня 1988 року — 1-й секретар Хабаровського крайового комітету КПРС.
З вересня 1988 року — персональний пенсіонер союзного значення у Москві.
Похований у Москві на Троєкуровському цвинтарі.

## Нагороди та звання
- чотири ордени Леніна (12.03.1966; 22.02.1971; 14.02.1975; 20.02.1981)
- орден Трудового Червоного Прапора (29.04.1985)
- орден «Знак Пошани» (5.10.1957)
- медаль «За трудову доблесть» (25.12.1959)
- медаль «За доблесну працю у Великій Вітчизняній війні 1941—1945 рр.»
- медаль «За освоєння цілинних земель»
- інші медалі
- три Золоті медалі ВДНГ СРСР
- Почесний громадянин міста Хабаровська (19.05.1994)